# مرسي حبل (ميدي)

تعديل مصدري - تعديل

مرسي حبل هي إحدى قرى عزلة الجعدة بمديرية ميدي التابعة لمحافظة حجة، بلغ تعداد سكانها 16 نسمة حسب تعداد اليمن لعام 2004.